# ミドル脂臭
ミドル脂臭（ミドルししゅう）とは、中年男性特有の脂っぽい汗の臭いのことを指す。

## 概要
2013年11月にマンダムが記者発表会及びニュースリリースとして世間一般に発表した。この臭いに関する研究成果は、第38回日本香粧品学会、第65回日本生物工学会大会、国際化粧品技術者会（IFSCC 2013 Conference Rio de Janeiro）などで発表されている。
ミドル男性（40 - 50代）とヤング男性（20代）の比較では、ミドル男性は頭部付近の臭いが強く、特徴として脂っぽい汗の臭いが高まっている。これをマンダムは｢ミドル脂臭」と名付け、原因成分がジアセチルという成分であると世界で初めて独自の方法で突き止めた。この臭いは後頭部など自分の鼻から遠いために自分では気付きにくいうえ、男性より女性の方が不快に感じる臭いである。

## ミドル脂臭の本質
マンダムの生活者調査などによると、約半数の生活者が30 - 40代男性の体臭の変化を感じている。それまで一般的に知られていた加齢臭の場合、原因成分は40代から始まり50代以降に本格的に発生する。
加齢臭と一般の生活者の感じている臭いとの年代のギャップがあり、加齢臭とは異なる成分がミドル男性に発生していると考えられた。
そこで、特に頭部に発生する「脂っぽい汗の臭い」の原因成分を、頭部や枕などから抽出・分析し「ジアセチル」と特定。このジアセチルという成分は、40歳を中心に多く発生し、20 - 40歳の間では増加する傾向にあり、口臭の原因成分の1.4倍、足臭の原因成分の1.5倍臭いを感じる成分である。